# Arkadiivți, Hmelnîțkîi
Arkadiivți (în ucraineană Аркадіївці) este o comună în raionul Hmelnîțkîi, regiunea Hmelnîțkîi, Ucraina, formată numai din satul de reședință.

## Demografie
Componența lingvistică a comunei Arkadiivți
     Ucraineană (98,3%)
     Alte limbi (0,76%)
Conform recensământului din 2001, majoritatea populației comunei Arkadiivți era vorbitoare de ucraineană (98,3%), existând în minoritate și vorbitori de alte limbi.